# الکانچل دو اریزا
الکانچل دو اریزا (به اسپانیایی: Alconchel de Ariza) یک شهرستان در اسپانیا است که در استان ساراگوسا واقع شده‌است.